# 公孫壯
公孙壮（?—?），戰國時期秦国人物。
前354年（周显王十五年、魏惠王十六年、韩昭侯九年、秦孝公八年），秦国公孙壮率军伐韩国，围焦城，没有攻克。公孙壮率军筑城上枳、安陵（今河南省鄢陵县北）、山氏（今河南省新郑市东北）。